# Блокада на Германия (1914 – 1919)
Блокадата на Германия или още и Блокадата на Европа е наложена в периода от 1914 до 1919 г. и е продължителна военноморска операция провеждана от Антантата по време и след Първата световна война. 
Целта е да се ограничат доставките по море на стоки до Централните сили и по-специално Германия, Австро-Унгария и Османската империя. Военноморската блокада е приемана от някои историци като един от ключовите елементи за успеха на Антантата във войната. Съветът по здравеопазването на Германия през декември 1918 г. твърди, че 763 000 германски граждани са загинали от глад и болести в резултат от блокадата , докато академично и независимо проучване направено през 1928 г. определя смъртните случаи на 424 000. 
Както Германската империя, така и Обединеното кралство са изцяло зависими от вноса на храни за населението и от доставките на суровини за военната индустрия. Вносът на хранителни продукти и други военни материали от всички европейски воюващи страни пристига главно от Северна и Южна Америка и се осъществява през Атлантическия океан. Ето защо се стига и до неограничена подводна война.